# Acid cloric
Acidul cloric este un acid anorganic al clorului cu formula chimică HClO3. La lumina solară se descompune foarte ușor în acid clorhidric și oxigen, constituind un element principal al apei de clor. Sărurile acestui acid se numesc clorați (exemple sunt cloratul de potasiu și cloratul de sodiu).

## Obținere
Acidul cloric poate fi preparat prin reacția dintre acidul sulfuric și cloratul de bariu, iar precipitatul de sulfat de bariu se poate elimina prin filtrare:
Ba(ClO3)2 + H2SO4 → 2HClO3 + BaSO4
O altă metodă este tratarea acidului hipocloros la temperatură, obținându-se pe lângă acidul cloric și acid clorhidric:
3HClO → HClO3 + 2 HCl